# سیارک ۱۲۶۴
سیارک ۱۲۶۴ (به انگلیسی: 1264 Letaba، نامگذاری:1933HG) هزار و دویست و شصت و چهارمین سیارک کشف شده‌است که در ۲۱ آوریل ۱۹۳۳ کشف شد.
قدر مطلق سیارک برابر ۹٫۱۰ است.